# Cojondongo
El cojondongo es un plato veraniego típico de Extremadura, especialmente en la Tierra de Barros, sobre todo de las localidades de Aceuchal, Palomas y Puebla de la Reina (provincia de Badajoz).

## Origen
Tuvo su origen en la «macarraca», plato que se tomaba a media mañana en los días calurosos y que se hacía sobre el terreno, bien en el tajo del segador o en hato del pastor, ya que era donde llevaban los ingredientes: agua fresca, aceite, vinagre, sal (en aceiteros y saleros de astas de buey) ajo y pan. El pan solía ser integral y de trigo duro, por lo que se conservaba, en costales de lona, durante muchos días. Similar al antiguo gazpacho, los extremeños suelen considerarlo, dado su primitivismo, como un antecesor del mismo.

## Preparación
Se majaban en un dornillo (un cuenco de madera, generalmente de encina) el ajo, el pan y aceite en abundancia. A la mezcla majada se le añadía el vinagre, la sal y el agua. También se podía migar con «sopones» (trozos de pan gruesos) y acompañarse de algún racimo de uvas o aceitunas. El objeto del plato era refrescar sin llenar en demasía, para que se pudiera continuar con la faena.
Con la llegada a tierras extremeñas de los productos que llegaban del Nuevo Mundo, se suprimió parte del agua, convirtiéndose en una pasta clara a la que se incorporó un abundante picado (nunca majado) de tomates, pimientos y cebolla, siendo ésta la actual receta del cojondongo. El añadido de las verduras le aporta una buena dosis de vitaminas. Se toma sin acompañamiento, como entrante de una comida.